# 737 Arequipa
737 Arequipa è un asteroide della fascia principale del diametro medio di circa 44,07 km. Scoperto nel 1912, presenta un'orbita caratterizzata da un semiasse maggiore pari a 2,5923275 UA e da un'eccentricità di 0,2427447, inclinata di 12,35604° rispetto all'eclittica.
Il suo nome è un omaggio alla città di Arequipa, in Perù, sede di un osservatorio astronomico.